# 丙類消費物價指數
丙類消費物價指數（Consumer Price Index C, CPI(C)），前稱恒生消費物價指數，是香港四項消費物價指數數列之一。
丙類消費物價指數是香港政府統計處根據較高開支範圍的住戶的開支模式而編製的，用以反映消費物價通脹對這類住戶的影響。指數涵蓋香港約百分之十的住戶，在基期（base period）（即1999年10月至2000年9月）時的每月開支範圍為32500港元至65999港元之間。由於自1999/2000年以來物價已有轉變，丙類消費物價指數住戶的每月開支範圍，以2004年的價格計算大約相等於29800元至60400元之間。政府統計處會根據丙類消費物價指數，加上甲類消費物價指數和乙類消費物價指數涵蓋的所有住戶的整體開支模式，編製一項綜合消費物價指數（Composite CPI）。這指數的按年變動率，一般用以反映整體消費物價通脹。
現時政府統計處會每月分佈一次最新的丙類消費物價指數及相關的數據分析。2005年11月的丙類消費物價指數上升了1.7%；截至該月止的三個月內，丙類綜合消費物價指數較一年前同期上升1.8%；截至該月止的十二個月內，丙類綜合消費物價指數較一年前同期上升0.8%。

## 外部連結
香港政府統計處 - 物價